# Alcafache
Alcafache es una freguesia portuguesa del concelho de Mangualde, con 12,94 km² de superficie y 1.029 habitantes (2001). Su densidad de población es de 79,5 hab/km².